# Ліґота (Серадзький повіт)
Ліґота (пол. Ligota) — село в Польщі, у гміні Буженін Серадзького повіту Лодзинського воєводства.
Населення — 219 осіб (2011).
У 1975-1998 роках село належало до Серадзького воєводства.

## Демографія
Демографічна структура станом на 31 березня 2011 року:
|          | Загалом | Допрацездатний вік | Працездатний вік | Постпрацездатний вік |
| -------- | ------- | ------------------ | ---------------- | -------------------- |
| Чоловіки | 122     | 17                 | 95               | 10                   |
| Жінки    | 97      | 14                 | 54               | 29                   |
| Разом    | 219     | 31                 | 149              | 39                   |